# S.O.F.
S.O.F.（エスオーエフ、ソルジャー・オブ・フォーチュン、スペシャル・オープス・フォース、Soldier of Fortune, Inc. / Special Ops Force）は、1997年から1999年にかけて放送されたアメリカ合衆国のテレビドラマシリーズ。原作はダン・ゴードン、製作総指揮はジェリー・ブラッカイマー。日本では2000年1月1日から2005年までAXNで放送された。2000年9月6日にはポニーキャニオンからシーズン2のDVD-BOXが発売されているが、シーズン1は発売されていない。それ以前には全シーズンがVHSでも発売されたが、いずれも廃盤である。

## キャスト
※シーズン2の日本語吹き替え版声優は、DVDジャケットより（型番：PCBP-50238）。

### シーズン1
マット・シェファード少佐
演 - ブラッド・ジョンソン、日本語吹き替え版 - 大塚明夫
元アメリカ陸軍の特殊部隊の隊員の1人で、対テロ、特殊偵察、非正規戦、潜入、刃物を専門としている。ベトナム戦争中に行方不明となったアメリカ海軍のA-6パイロットの息子として南カルフォルニアで育った。サウスカロライナ州チャールストンのザ・シタデル校を卒業後、アメリカ陸軍に入隊していたが、旧ユーゴスラビアでの平和維持活動が行われている中でシェファード少佐が陸軍の命令を無視し、負傷した部下の兵隊を救ったために（その後、死亡した）、彼は辞職することになった。
ベニー・レイ・リドル
演 - ティム・アベル、日本語吹き替え版 - 落合弘治
偵察狙撃兵、武器工の専門家。高校を卒業後、すぐにアメリカ合衆国の海兵隊に入隊。アラバマ州出身だったため、パリス島で訓練を受けた。訓練は成功を成し遂げ、後にエリート・スカウド・スナイパーズから狙撃手、武器の専門家となった。
マーゴ・ヴィンセント
演 - メリンダ・クラーク、日本語吹き替え版 - 田中敦子（シーズン1）、深見梨加（シーズン2）
ルーマニアのブカレスト出身で、6歳の時にアメリカ合衆国へ移住し、帰化した。言語能力にはバッチリで、主にルーマニア語、英語、フランス語、アラビア語が得意。前に卒業していた高校ではトップクラスな生徒で知られていたが、ポルトガル語を習っているときに他の子から酷いと言われたことがあった。マーゴは言語能力のほかにも諜報能力ができており、CIAの隊員になったり、東ヨーロッパの専門家にもなったりしたが、一時期だけソ連のモスクワ支局長を務めていたことがある。CIAをクビになった後、フリーの産業スパイを始めた。現在は、副官としてシェファード少佐たちと共に行動することが多い。
ザビエル・トラウト
演 - デビッド・シェルビー、日本語吹き替え版 - 小島敏彦
彼はかつてアメリカ陸軍の将校だった。現在はアメリカ国家安全保障会議に努めており、政府の秘密任務を遂行している。
ジェイソン・“チャンス”・ウォーカー
演 - レアル・アンドリュース、日本語吹き替え版 - ?
彼は武道家で元アメリカ陸軍の隊員。かつて第160特殊作戦航空連隊に所属していたことがあり、ヘリコプター、ターボプロップ機、小型旅客機など、様々な航空機の操縦に慣れていた。彼は膝を怪我したため、そのまま軍を引退した。
クリストファー・CJ・イエーツ
演 - マーク・シェパード、日本語吹き替え版 - 荒川太朗
イギリス軍の父とアイルランド人の母の間で生まれた隊員。

### シーズン2
ディーコン・“ディーク”・レイノルズ
演 - デニス・ロッドマン、日本語吹き替え版 - 大友龍三郎
裁判官から軍隊に入るか刑務所に入るかどっちか選べと言われた際、ディーコンは陸軍に入隊。しかし、あまり馴染めなかったことがある。在籍中は爆破専門家だったが、准尉になってからは航空隊を務めた。湾岸戦争にも従軍したことがある。彼はいくつか不服疑惑が持ちかけられており、最終的には軍法会議にまで達していた。
ニック・デルヴェッキオ
演 - デヴィッド・アイケンバーグ、日本語吹き替え版 - 坪井智浩
イタリア系アメリカ人のニューヨーク市出身。生まれたときからマジックに憧れており、手品、鍵開け、脱出術の専門家となった。
司法省麻薬取締局の仕事に専念するため、近所を離れた後、恋人とも別れた。恋人と別れたことが、本人の人生にとって後悔の1つだったが、仕事に専念するにはちょうどいいと思っていた。在職中は、潜入捜査の専門家として働いていた。潜入捜査中、シェファード、マーゴ、ペニーと出会った。彼らは、デルヴェッキオを麻薬密売人の容疑者の1人ではないかと疑っていたが、全員が同じ側にいたことに気づいた後、チームワークで売人を倒した。この任務が終わった後、デルヴェッキオはチームに加わった。なお、デルヴェッキオには軍の入隊歴が存在しないが、麻薬取引にはとても詳しく、任務の遂行に役に立つことがあった。後に、ニックは電子工学の専門家になった。

### その他
- 菅原淳一（フランク）、杉山紀彰（ルイス）[3]、斎藤志郎（#30）、松井菜桜子（#35） ほか

## エピソード
オリジナルの放送順とする。

### シーズン1
| #  | サブタイトル     | 原題                  | 米国放送日     |
| -- | ---------------- | --------------------- | -------------- |
| 1  | S.O.F.始動       | Genesis               | 1997年 9月27日 |
| 2  | 捕虜奪回作戦     | Power Corrupts        | 10月4日        |
| 3  | 大統領暗殺計画   | Over the Wire         | 10月11日       |
| 4  | 偽造紙幣         | For Love or Money     | 10月18日       |
| 5  | 護衛             | Alpha Dogs            | 10月25日       |
| 6  | ボスニア作戦     | Broken Play           | 11月1日        |
| 7  | 人質奪還         | Collateral Damage     | 11月8日        |
| 8  | 2重スパイ        | La Mano Negra         | 11月15日       |
| 9  | 要塞侵入         | Missing in Action     | 11月22日       |
| 10 | 機密文書         | Last Chance           | 1998年 1月24日 |
| 11 | 武器略奪         | When the Hammer Falls | 1月31日        |
| 12 | リビア作戦       | Surgical Strike       | 2月7日         |
| 13 | 代理戦争         | Hired Guns            | 2月14日        |
| 14 | 死の報復（前編） | Deja Vu: Part 1       | 2月21日        |
| 15 | 死の報復（後編） | Deja Vu: Part 2       | 2月28日        |
| 16 | アサシン         | Scorned               | 4月25日        |
| 17 | スパイ容疑       | Tight Spot            | 5月2日         |
| 18 | 脱獄計画         | Double-Edged Sword    | 5月9日         |
| 19 | 身代金           | Payback               | 5月16日        |
| 20 | テロリスト       | Top Event             | 5月23日        |

### シーズン2
| #  | サブタイトル | 原題                    | 米国放送日     |
| -- | ------------ | ----------------------- | -------------- |
| 21 | 切札         | Wild Card               | 1998年 9月26日 |
| 22 | 潜入         | Who's Who               | 10月3日        |
| 23 | 抹殺         | Spyder's Web            | 10月10日       |
| 24 | 監視         | Party Girl              | 10月17日       |
| 25 | 拘束         | A Walk in the Park      | 10月24日       |
| 26 | 交渉         | Trade Off               | 10月31日       |
| 27 | 裏切         | Iraq and Roll           | 11月7日        |
| 28 | 追尾         | Hide and Seek           | 11月14日       |
| 29 | 偽装         | Charade                 | 11月21日       |
| 30 | 誘拐         | Tethered Goat           | 1999年 2月6日  |
| 31 | 悪魔         | Figure Eight            | 2月13日        |
| 32 | 秘密         | The Lord is My Shepherd | 2月20日        |
| 33 | 誤算         | Critical List           | 2月27日        |
| 34 | 奪還         | Welcome to Bent Copper  | 5月1日         |
| 35 | 偽者         | White Dragon            | 5月8日         |
| 36 | 洗脳         | The Vestige             | 5月15日        |
| 37 | 疑惑         | Reasonable Doubts       | 5月22日        |

## スタッフ
オリジナル版
- 原作 - ダン・ゴードン
- 製作総指揮 - ジェリー・ブラッカイマー
- エグゼクティブプロデューサー - ジェリー・ブラッカイマー、ニール・B・ラッセル、グレッグ・ストランギス(シーズン1)、ロバート・L・マカロー(シーズン1)、ジョージ・シェンク(シーズン2)、フランク・カルデア(シーズン2)
- 製作 - ドン・シンプソン/ジェリー・ブラッカイマー・ムービー、ライシャー・エンターテインメント

日本語吹き替え版
- 字幕翻訳 - 種市譲二
- 吹替スタッフ - 吉富孝明、市来満（ニュージャパンフィルム）

## 賞
エミー賞の音響効果賞にノミネートされた。